# Vila de Mendo
Vila de Mendo (em latim: Villa Menendi) era uma povoação que existiu até à fundação de Portugal teria sido criada como villa romana costeira situada na freguesia da Estela, Póvoa de Varzim, junto ao limite do concelho com Apúlia, município de Esposende.

## História
Acredita-se que Villa Mendo terá sido fundada como vila romana por por onde passava uma antiga via romana que partiria da Foz do Douro do Porto passando pelo Alto de Martim Vaz (Vila de Euracino) até Caminha.
Era habitada nos princípios do Reino de Portugal. A carta de "Couto" da Vila Mendo data de 1140 concedida por D. Afonso Henriques aos frades Bentos de Tibães. Diz-se que, neste documento, D. Afonso Henriques intitula-se pela primeira vez como Rei de Portugal.
Eu, Afonso, Rei de Portugal, filho do conde Henrique e da rainha Teresa e neto do rei Afonso, o grande, faço carta do couto da Vila de Mendo e de Santa Maria de Estela (…). Eu, Afonso Rei de Portugal, esta carta de firmíssimo couto e grafide segurança rubrico pela minha própria mão, para vós, D. Ordonho, abade de Tibães, e para vossos monges, tanto presentes como futuros.
No entanto, durante a época medieval, a vila foi abandonada, completamente coberta pelas areias e esquecida, mantendo-se o topónimo Vila Mendo como um lugar da freguesia da Estela.
Em 1908, dois indivíduos da localidade, sabendo que no local apareciam artefactos antigos, decidem investigar o lugar e descobrem um "tesouro" – em ouro encontraram duas arrecadas, um colar articulado e uma cabeça de torques, para além de um "bolo" de prata. As jóias foram levadas a um ourives, que verificando o valor e antiguidade dos artefactos, decide falar com Rocha Peixoto, que se encontrava na Póvoa de Varzim. Rocha Peixoto adquire as jóias e as leva para o Museu Municipal do Porto. Juntamente com José Fortes e Cândido Landolt, Rocha Peixoto interroga os descobridores sobre o local do achado e como encontraram as jóias. Algum tempo mais tarde, José Fortes publica na Portugália um artigo a propósito deste achado relevando tratarem-se de peças de origem e tradição castreja.
A notícia de novos achados, nomeadamente cerâmica, tégula e mós, continuou a existir, apesar de prevalecer o segredo entre os agricultores locais, mas que em 1937 acabou por despertar o interesse do investigador Fernando Barbosa, acabando por investigar os achados e publicou os resultados num conjunto de artigos no jornal "Estrela Povoense" com o título "A Vila Mendo é Romana".
Em Junho de 1992, uma nova prospecção da zona, próxima ao limite Norte do concelho da Póvoa de Varzim, foram detectados vários fragmentos de tégula num campo onde se iniciava uma extracção de areias. O operador da máquina revelou ter encontrado uma parede e vários fragmentos cerâmicos. Os serviços de Arqueologia do IPPAR foram alertados e tendo sido feitos trabalhos de escavação com carácter de urgência conduzido por Armando Coelho, que já em Maio de 1981, aquando da realização da Exposição – Arqueologia na Póvoa de Varzim, deslocou-se ao lugar, sem ter conseguido encontrar outros vestígios para além de um pequeno fragmento de tégula.